# Lophiostoma subcorticale
Lophiostoma subcorticale är en svampart som tillhör divisionen sporsäcksvampar, och som beskrevs av Karl Wilhelm Gottlieb Leopold Fuckel. Lophiostoma subcorticale ingår i släktet Lophiostoma, och familjen Lophiostomataceae. Arten är reproducerande i Sverige.